# Ersin Karabulut
Ersin Karabulut (ur. 3 czerwca 1981 w Stambule) – turecki autor komiksów, rysownik i ilustrator. Znany przede wszystkim z autorskiej rubryki komiksowej Sandık İçi, publikowanej początkowo w magazynie „Penguen”, a następnie w założonym przez niego piśmie „Uykusuz". Twórczość Karabuluta ukazuje się zarówno w Turcji, jak i za granicą. Do jego najważniejszych prac należą Çizgili Tişört oraz Yeraltı Öyküleri.

## Życiorys
Urodził się 3 czerwca 1981 roku w Stambule, w rodzinie nauczycielskiej. Ma starszą siostrę. Zainteresowanie komiksem przejawiał już od najmłodszych lat. Uczęszczał do szkoły podstawowej w dzielnicy Bayrampaşa, a następnie do prestiżowego liceum. W wieku 16 lat zadebiutował jako rysownik w magazynie „Pişmiş Kelle”.
Studiował grafikę na Wydziale Sztuk Pięknych Uniwersytetu Mimar Sinan w Stambule. W trakcie studiów rozpoczął współpracę z magazynem „Lombak”, w którym rysował serię Yeraltı Öyküleri. Następnie dołączył do zespołu magazynu „Penguen”, gdzie stworzył popularną rubrykę komiksową Sandık İçi. Pierwszy tom tej serii ukazał się w 2005.
W sierpniu 2007 roku, wraz z grupą rysowników (m.in. Yiğit Özgür i Memo Tembelçizer), opuścił „Penguen” i we wrześniu tego samego roku współtworzył nowe czasopismo satyryczne „Uykusuz".
W 2016 roku opublikował komiks Çizgili Tişört („Koszulka w paski”) – utrzymaną w klimacie suspensu opowieść, która spotkała się z entuzjastycznym przyjęciem krytyki. Po zakończeniu 25 odcinków serii powrócił na krótko do rysowania Sandık İçi w Uykusuz. W 2017 roku ukazał się tom Sandık İçi 3.
Karabulut zdobył również uznanie poza granicami Turcji. Jego seria Yeraltı Öyküleri ukazuje się we francuskim magazynie „Fluide Glacial”. Na rynku frankofońskim opublikował trzy albumy: Contes ordinaires d'une société résignée (2018), Jusqu'ici tout allait bien (2020) oraz Journal inquiet d'Istanbul, tome 1 (2022), które stanowią wybór jego prac. Wersja turecka Yeraltı Öyküleri została wydana w 2021.
W Polsce jego komiks Journal inquiet d'Istanbul, tome 1 ukazał się we wrześniu 2023 nakładem wydawnictwa timof i cisi wspólnicy.